# Pedro Sarmiento de Gamboa
 (mars 2013).
Pour les articles homonymes, voir Sarmiento de Gamboa.
Pedro Sarmiento de Gamboa est un explorateur, scientifique, historien et humaniste espagnol d'origine galicienne (de par son père Bartolomé Sarmiento) et basque (de par sa mère María Gamboa, née à Bilbao). Il est né en 1532 à Pontevedra (Galice) et mort en 1592 près de Lisbonne.

## Jeunesse et premières armes

### Jeunesse
Après des études à Alcalá ou à Séville, Sarmiento de Gamboa devient militaire dans le Milanais puis dans les Flandres. En 1555, il débarque au Mexique mais doit s'enfuir peu après, pour des raisons mystérieuses, au Guatemala et au Pérou. En 1564, alors qu'il est au service du vice-roi du Pérou, le comte de Nieva, l'inquisition de Lima le fait arrêter. Elle le soupçonnait notamment de posséder des anneaux dotés de pouvoirs magiques.

### L'exploration du Pacifique Sud
On le retrouve à la fin des années 1560 aux îles Salomon, sous la direction d'Alvaro de Mendaña, dans une expédition, avec Hernán Gallego, ayant pour but d'explorer le Pacifique Sud (et aboutissant à la reconnaissance des îles en question). Il réussit durant la même période à s'attacher le vice-roi du Pérou Francisco de Toledo, qui cherchait à consolider la domination espagnole au Pérou. Devenu fameux grâce à son Histoire des Incas et à ses expériences de cosmologie, il fait figure de savant et d'expert pour les autorités locales.

## Les expéditions en Atlantique
Les expéditions suivantes eurent pour théâtre le détroit de Magellan. Francisco de Toledo souhaite en effet fortifier cette région pour barrer l'accès du Pacifique aux Anglais, ceux-ci pillant les navires espagnols directement sur la côte péruvienne. Il charge Sarmiento de Gamboa de concrétiser cette idée. 

### La première expédition au détroit de Magellan
La première expédition appareille du Pérou le 11 octobre 1579, ayant pour but de se rendre à Séville. Gamboa fut notamment le premier à traverser le détroit d'ouest en est. Cependant, une fois dans l'Atlantique Sud les courants dévient la route du navire vers l'est, l'amenant le 10 avril à l'île de l'Ascension. L'île est déserte mais comporte de nombreuses croix laissées ici par les Portugais, qui y enterrent leurs morts au retour de l'Inde.
Portés par vents et courants, Gamboa et ses hommes arrivent ensuite sur les côtes de la Sierra Leone, puis à Santiago du Cap-Vert, au large des côtes sénégalaises le 23 mai 1580. Les Espagnols en profitent pour se renseigner sur les agissements anglais et français dans tout l'Atlantique Sud. Gamboa apprend notamment un certain nombre de choses sur les projets de Francis Drake, l'installation d'Anglais dans la région de Rio de Janeiro et les agissements des corsaires français dans les Caraïbes.
Le navigateur se dirige ensuite vers la péninsule Ibérique, assistant au passage à l'arrivée des convois portugais des Indes, « chargés d'épices, de drogues, de porcelaines et de tissus de cette contrée ». Une fois en Espagne où finit son périple, il renseigne le roi Philippe II sur les résultats de son expédition.

### La fortification du détroit
Forts des informations données par Gamboa, Philippe II décide de faire fortifier le Détroit de Magellan, envoyant le navigateur, partageant le commandement avec Diego Flores Valdez. L'expédition comprenait 24 navires et 2 500 hommes. L'expédition fut toutefois remplie de déboires.
En effet, une tempête provoqua la perte de huit navires, et une rivalité naquit entre Gamboa et Flores. Ce dernier l'abandonne avec vingt navires à l'entrée du détroit, retournant en Espagne. Avec uniquement huit navires, Gamboa continue sa route, atteignant en 1583 un endroit favorable. Il y établit un fort (le fort Rey Don Felipe) avec une garnison de 300 hommes.
La colonie mourut peu après son départ. En 1587, le navigateur anglais Thomas Cavendish tomba sur les ruines de celle-ci. Il renomma l'endroit Port Famine. Il y sauve dix-huit hommes dont Tomé Hernandez qui sera le seul à pouvoir témoigner en 1620.

### La rencontre avec ÉlisabethIreet les dernières années
Sarmiento de Gamboa quitte le détroit pour l'Europe en 1584. Sa route croisa celle d'une flotte anglaise aux ordres de Walter Raleigh. Vaincu et fait prisonnier, Gamboa est emmené en Angleterre où il fut présenté à la reine Élisabeth Ire. Il eut une conversation en latin avec elle, ce langage étant le seul que les deux personnages avaient en commun.
Il repartit des Îles Britanniques avec une « lettre de paix » destinée à Philippe II, mais fut capturé sur la route du retour par des Huguenots français. Il resta leur prisonnier jusqu'en 1588. Entre deux eut lieu l'épisode de l'Invincible Armada, qui n'aurait peut-être pas eu lieu si la lettre confiée à Gamboa était arrivée à destination.
À sa libération suivie de son retour en Espagne, Sarmiento de Gamboa fait un compte-rendu de son expérience et engage une plainte contre Flores devant le roi Philippe II. Il semble que cette dernière ait été classée sans suites. Devenu amiral, Gamboa consacre le reste de sa vie à l'écriture et à la poésie. Il meurt finalement en 1592 alors qu'il conduisait une flotte de galions, près de Lisbonne.